# 6789 Milkey
6789 Milkey este un asteroid din centura principală, descoperit pe 4 septembrie 1991, de Eleanor Helin.